# Ханово
Ха́ново (болг. Ханово) — село в Ямбольській області Болгарії. Входить до складу общини Тунджа.

## Населення
За даними перепису населення 2011 року у селі проживали 647 осіб.
Національний склад населення села:
| Національність   | Кількість осіб | Відсоток |
| ---------------- | -------------- | -------- |
| болгари          | 627            | 97,2%    |
| цигани           | 14             | 2,2%     |
| турки            | 0              | 0%       |
| Всього відповіли | 645            |          |

Розподіл населення за віком у 2011 році:
Динаміка населення: